# Didymoglossum curtii
Didymoglossum curtii är en hinnbräkenväxtart som först beskrevs av Eduard Rosenstock, och fick sitt nu gällande namn av Pichi-serm. Didymoglossum curtii ingår i släktet Didymoglossum och familjen Hymenophyllaceae. Inga underarter finns listade.